# Pat Mills
Pat Mills, conhecido como o "padrinho dos quadrinhos britânicos", é um escritor e editor de histórias em quadrinhos que, junto com John Wagner, promoveu uma renovação dos quadrinhos de ação britânicos  durante a década de 1970. Em suas obras nota-se uma grande dose de violência e de idéias antiautoritárias e humanistas. Mills é mais conhecido por ter criado a revista 2000 A.D. e por ter auxiliado no desenvolvimento do personagem Juiz Dredd.
Ele começou sua carreira como sub-editor para a D.C. Thomsom & Company Ltd, onde encontrou Wagner. Em 1971 ambos se tornaram freelance, e em breve já estariam escrevendo roteiros para os quadrinhos humorísticos femininos da editora IPC.Depois que a D.C. Thomson lançou Warlord, uma bem sucedida publicação semanal com histórias de guerra, Mills foi convidado para, em 1975, desenvolver um título semelhante para a rival IPC. Mills permaneceu no departamento feminino da editora, a fim de evitar a atenção dos outros departamentos da editora; e trabalhou, de forma secreta, junto com Wagner e Gerry Finley-Day num novo título: Battle Picture Weekly. As histórias da Battle eram mais violentas, e seus personagens pertenciam à classe operária, diferentemente dos outros títulos da IPC. Com esses elementos, Battle se tornou um sucesso imediato.
Pouco antes do lançamento da publicação, Mills renuncia ao cargo de editor. Mais tarde, entretanto, ele escreveria para a revista a premiada história Charley's War, ambientada na Primeira Guerra Mundial, com desenhos de Joe Colquhoun.
Depois de lançar Battle, Mills se voltou para o desenvolvimento de outra revista em quadrinhos: Action, lançada em 1976. Action causou polêmica e protestos por parte da mídia britânica, devido à grande carga de violência presente nas histórias. Durou dois anos antes de ser retirada do mercado.
Sua próxima criação foi uma revista voltada para a ficção científica: 2000 AD (1977). Do mesmo modo que Battle e Action, Mills desenvolveu o conceito de várias séries que depois ficariam a cargo de outros roteiristas. Mils cuidou, inclusive, da criação de grande parte do universo de Juiz Dredd, escrevendo algumas das primeiras histórias do personagem, quando o criador John Wagner se ausentou temporariamente.
Em 1978 a IPC lança uma revista para competir com a 2000 AD, chamada Starlord, que teve uma curta vida editorial. Para esta publicação, Mills criou Ro-Busters, história que após o cancelamento de Starlord passou a fazer parte do mix de 2000 AD. Com Ro-Busters, Mills deu início a um mini-universo no qual se passaria algumas de suas histórias, como ABC Warriors e Nemesis the Warlock; o artista Kevin O'Neill esteve envolvido na criação destas três sagas.Nemesis apresentava um herói alienígena  de caráter moralmente ambíguo, que enfrentava um império despótico comandado por humanos. Esta história permitiu ao autor expressar suas idéias sobre imperialismo e religião. Outro de seus trabalhos consagrados foi Sláine, uma história de fantasia baseada na mitologia celta e no neo-paganismo. Sláine foi co-criado pela ilustradora Angela Kincaid, então esposa de Mills. A mini-série The Horned God (desenhada por Simon Bisley) foi publicada no Brasil pela extinta editora Pandora Books.
Sempre teve pouco sucesso no mercado estadunidense, à exceção da obra Marshal Law (desenhada por Kevin O'Neill), uma brutal sátira aos super-heróis, publicada nos EUA pelo selo Epic da Marvel Comics. No Brasil, a primeira minissérie de Marshall Law e uma edição especial foram publicadas pela Editora Abril.